# 牙隐裂综合征
裂齒症候群（Cracked tooth syndrome，縮寫 CTS），是一種牙科症狀，患者牙齒上的裂縫延伸到根部，有時候會延伸至牙髓，甚至穿越它。裂齒的種類相當多，醫師往往不易正確診斷。